# John Erickson
John Erickson (South Shields, 17 de abril de 1929-Edimburgo, 10 de febrero de 2002) fue un historiador, escritor y profesor británico que se especializó en temas de defensa y escribió extensamente sobre la Segunda Guerra Mundial. Sus dos libros más conocidos, The Road to Stalingrad y The Road to Berlin, trataban de la respuesta soviética a la invasión alemana de la Unión Soviética, cubriendo el período de 1941 a 1945. Fue un autor muy respetado por su conocimiento sobre la Unión Soviética durante la Guerra Fría.

## Biografía

### Educación
John Erickson nació el 17 de abril de 1929 en la localidad de South Shields (entonces parte del condado de Durham), Inglaterra. Estudió en el South Shields High School for Boys y en el Saint John's College, Cambridge, donde se graduó con una maestría con honores (MA Hons).
Se convirtió en investigador asociado del St Antony's College de Oxford desde 1956 hasta 1958, y durante dicho periodo conoció a su futura esposa Ljubica Petrovic, una joven yugoslava que asistía a Oxford para aprender inglés. En la culminación de su noviazgo, solicitaron el permiso del agregado cultural yugoslavo antes de su boda en 1957.
El profesor Erickson enseñó en las universidades de Saint Andrews en 1958, Mánchester en 1962 y luego en Indiana en 1964 antes de convertirse en lector en estudios superiores de defensa en Edimburgo en 1967. En 1969 se convirtió en profesor de estudios de defensa, cargo que ocupó hasta 1988, donde fundó y fue director del Centro de Estudios de Defensa. De 1988 a 1996 fue Director del Centro de Estudios de Defensa.
Erickson escribió sobre la investigación que realizó para su historia en dos volúmenes de la guerra de Stalin contra Alemania que le sorprendió la cantidad de archivos personales (lichnye arkhivy) en poder de ex soldados del Ejército Rojo de muchos rangos, y:

... que no hay sustituto para tener al difunto mariscal Kónev  –anteojos posados en la nariz– leyó de su propio cuaderno personal, detallando las órdenes operativas, sus propias instrucciones personales para seleccionar comandantes y su recuento de bajas soviéticas. Y mientras hablaba del tema de las bajas, el mariscal Koniev dejó claro que, aunque tales figuras existían, no estaba preparado por su propia autoridad para permitir que ciertas cifras fueran publicadas mientras varios comandantes aún estaban vivos. En cuanto a las cifras que se publicaron, historiadores militares soviéticos expertos y completamente profesionales me aseguraron que eran fiables, es decir, que eran el producto de una investigación intensa y minuciosa. El comentario sobre ellos o las implicaciones de las cifras era presumiblemente un asunto diferente. Por lo tanto, fue mucho más útil tener la oportunidad de discutir estos hallazgos con historiadores militares soviéticos, sobre la base de su trabajo con fuentes formales e informales.

## Conversaciones de Edimburgo
Las conversaciones de Edimburgo fueron una serie de reuniones que tuvieron lugar entre 1983 y 1989, entre destacados líderes políticos y militares de los países occidentales y sus homólogos soviéticos. El propósito de dichas reuniones era permitir que el diálogo cara a cara tuviera lugar en un entorno neutral. La primera delegación soviética incluía al editor del periódico Pravda y dos generales del ejército.
El Reino Unido suspendió formalmente el contacto diplomático con la Unión Soviética después de la invasión de Afganistán en 1979. Por lo que, Erickson buscó mantener un foro de discusión entre Occidente y la Unión Soviética. El escenario alternaba entre Edimburgo y Moscú. Aunque ambas partes se acercaron a la reunión inicial con sospecha, el conocimiento de Erickson y su insistencia en las «reglas académicas» contribuyeron a su éxito continuo.
En reconocimiento al logro de Erickson, Sir Michael Eliot Howard declaró que «nadie merece más crédito por la disolución definitiva de los malentendidos que pusieron fin a la Guerra Fría y permitieron que los pueblos de Rusia y sus vecinos occidentales vivieran en paz».

## Publicaciones
- The Soviet High Command 1918-1941: A Military-Political History 1918-1941, St Martin's Press (Macmillan), Londres, 1962
- Panslavism, Routledge & Kegan Paul, for The Historical Association, Londres, 1964
- The Military-Technical Revolution, Praeger, Nueva York, 1966 (Documentos revisados y actualizados de un simposio celebrado en el Instituto de Estudios de la URSS (Múnich), octubre de 1964)
- The Road to Stalingrad, Stalin's War with Germany, Volumen 1, Harper & Row Publishers, Nueva York 1975 ISBN 0-06-011141-0
- Soviet Military Power, Royal United Services Institute, Londres, 1976
- Soviet Military Power and Performance, Palgrave Macmillan Press, Londres, 1979 ISBN 0-333-22081-1
- The Road to Stalingrad, Stalin's War with Germany, Volumen 1, Weidenfeld & Nicolson, Londres 1983
- The Road to Berlin. Stalin's War with Germany, Volumen 2, Weidenfeld & Nicolson, Londres 1983
- The Soviet Ground Forces: An Operational Assessment, Westview Printing, 1986 (ISBN 0-89158-796-9)
- Deep Battle: The Brainchild of Marshal Tukhachevski,  Richard Simpkin en asociación con John Erickson, Brasseys's, 1987
- The Russian Front, una serie de televisión narrada en cuatro partes, Cromwell Films, 1998 (1. Barbarossa Hitler Turns East, 2. The Road to Stalingrad, 3. Stalingrad to Kursk y 4. The Battles for Berlin)
- Barbarossa: The Axis and the Allies, Erickson, John y Dilks, David, eds, Edinburgh University Press, 1994 (coautores incluyen a Dmitri Volkogonov, Harry Hinsley, Klaus-Jürgen Müller, Klaus Reinhardt)
- The Eastern Front in Photographs: From Barbarossa to Stalingrad and Berlin, Carlton Publishing, 2001